# Wered Jericho
Wered Jericho (hebr.: ורד יריחו) – moszaw położony w samorządzie regionu Megillot, w Dystrykcie Judei i Samarii, w Izraelu.
Leży w Dolinie Jordanu, na wzgórzu położonym na południe od obozu palestyńskich uchodźców Akabat Jabar i miasta Jerycho.

## Historia
Moszaw został założony w 1979 przez żydowskich świeckich osadników, którzy wyprowadzili się z wioski Micpe Jericho.
Podczas intifady Al-Aksa w lutym 2001 palestyńscy terroryści ostrzelali moszaw z pobliskiego obozu uchodźców Akabat Jabar (jest odległy o 500 m i zamieszkany przez 5,5 tys. mieszkańców). W odwecie izraelska armia ostrzelała obóz uchodźców i przedmieścia miasta Jerycho.

## Gospodarka
Gospodarka moszawu opiera się na rolnictwie.

## Komunikacja
Przy moszawie przebiega lokalna droga, którą jadąc na północ dojeżdża się do miasta Jerycho, natomiast jadąc na południe dojeżdża się do skrzyżowania z drogą ekspresową nr 1  (Tel Awiw–Jerozolima–Bet ha-Arawa).